# Biserica de lemn din Valea Ursului

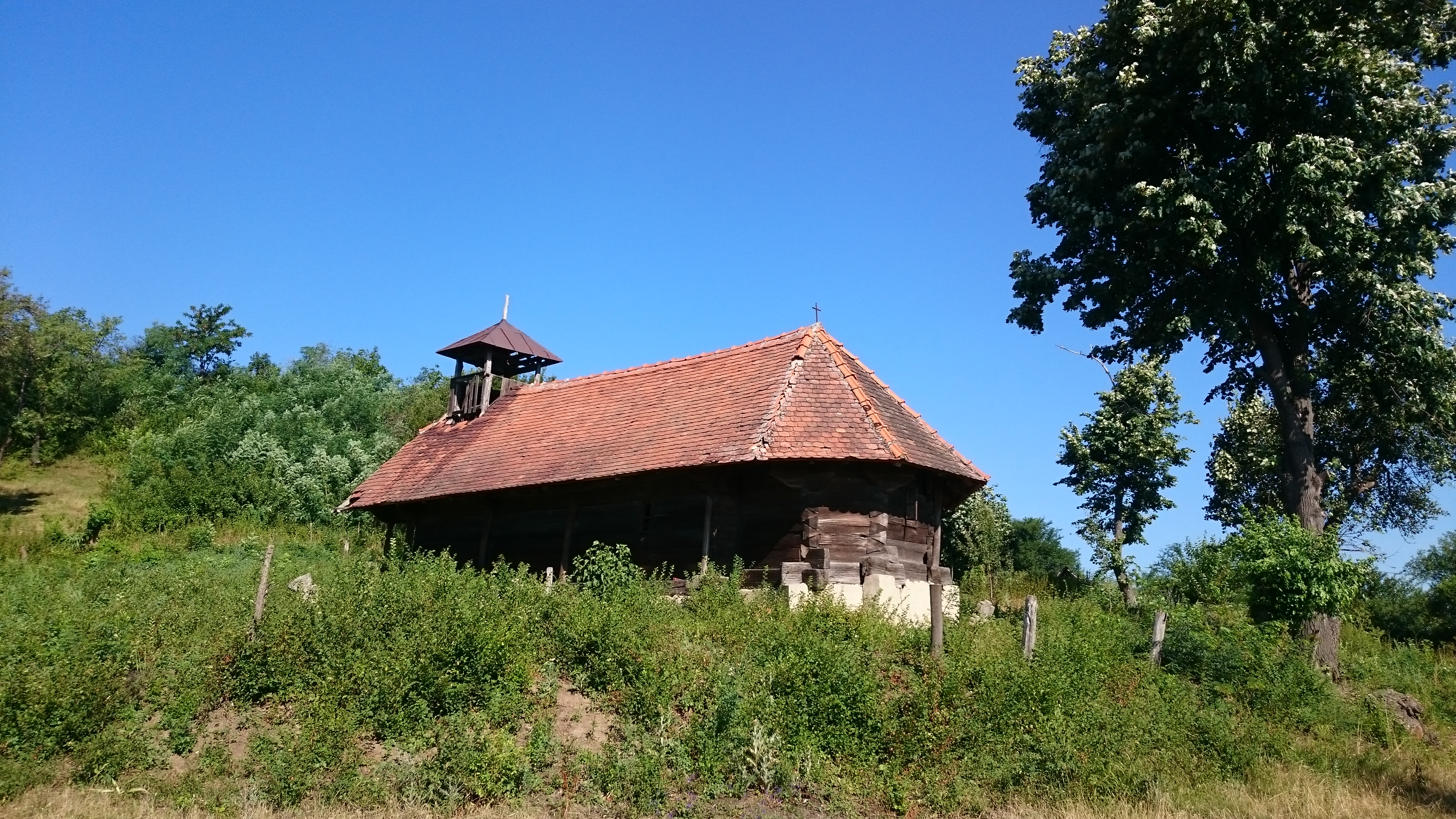
Biserica de lemn „Sfântul Mare Mucenic Gheorghe” din Valea Ursului, comuna Tâmna, județul Mehedinți, foto: iulie 2017.

Biserica de lemn din Valea Ursului, comuna Tâmna, județul Mehedinți, a fost construită în 1776. Are hramul „Sfântul Mare Mucenic Gheorghe”. Biserica se află pe noua listă a monumentelor istorice sub codul LMI:  MH-II-m-B-10435.